# リベイロールス1918
リベイロールス1918 (フランス語: Ribeyrolles 1918) は、第一次世界大戦末期のフランスで開発された試作自動小銃である。

## 歴史
1914年9月、ボルドーに移ったフランス政府では、国内のあらゆる産業を軍需生産に集中させる計画が立てられ、機械作業を行える大小様々な企業が小火器や弾薬の製造のために動員された。自転車や自動車の製造を手掛けていたグラディエートル社も、そうした企業の1つだった。同社のポール・リベイロールス（Paul Ribeyrolles）は、リベイロールス1918以前にもmle1915機関銃（ショーシャ銃）やRSC 1917半自動小銃などの設計に携わっていた。
1918年の夏、リベイロールスはヴェルサイユでのトライアルに新型自動小銃、すなわち現在リベイロールス1918として知られる銃を提出した。リベイロールス1918は、後のアサルトライフルの概念に重なるいくつもの特徴を備えていた。使用弾は中間弾薬（小銃弾と拳銃弾の中間に当たるクラスの弾薬）と見なされうる試作8mm弾で、セミ/フルオート射撃を切り替えられるセレクティブファイア機能を備え、給弾は25連発の着脱式箱型弾倉から行われた。M1886-15銃剣あるいはM1915銃剣に対応する着剣装置がある。リアサイトは200mから2,000mまで、200m刻みで照準距離を調整できた。折畳式のニ脚は、mle1915機関銃から流用されたものだった。
8mmリベイロールス弾などと通称される専用の試作弾薬については、8x35mmSR弾であったとする文献と、8x32mmSR弾であったとする文献がある。第一次世界大戦中のフランスでは、フルオート射撃機能を追加したウィンチェスター M1907と.351ウィンチェスター・セルフローディング弾（.351SL）をアメリカから輸入していた。リベイロールス1918が使用する専用弾は、基本的には.351SL弾を8x50mmR ルベル弾と同様の8mmにネックダウンし、徹甲弾用の弾頭を取り付けたものである。この弾薬は世界で初めて開発された中間弾薬と呼ばれることもある。有効射程は400m程度だった。
作動方式は短機関銃などで採用されることの多いシンプルブローバック方式である。この方式ではボルトに十分な質量が求められるほか、そのボルトが十分に減速しつつ後退できるだけの長いレシーバーも必要になる。そのため、重量は5.1kg（銃のみ）、全長は1.09mという、性能の割には重く長すぎる銃となった。
1918年のトライアルでの成績は惨憺たるものであった。特に指摘されたのは信頼性の問題で、一説によれば75発のセミオート射撃で53回の不良が発生したという。バースト射撃のテストは8回行われたが、引き金から指を離した時に無事に射撃が停止したのはそのうち1回だけだった。1921年の夏には再びトライアルに提出されたものの、この時も信頼性の問題は残っていた。また、軍部からは短機関銃としては重すぎるし、小銃や軽機関銃としては射程が足りない中途半端な火器と捉えられ、注目されることはなかった。